# Професионална гимназия по туризъм „Проф. д-р Асен Златаров“
„Професионална гимназия по туризъм“ в Пловдив е професионално средно училище, което обучава кадри по специалности от областите на туризма, хотелиерството и общественото хранене.

## История
През 1949 г. със Заповед № 128 от 13.09.1949г. на МНП в Пловдив е основано „Промишлено практическо училище по облекло и обществено хранене“, в което се открива паралелка „Обществено хранене“ с преподаватели специалисти по обществено хранене. В самото си начало училището се помещава в схлупена, неприветлива сграда, в тесни и тъмни работилници. През 1956 г. училището преминава към Министерство на вътрешната търговия и е преименувано ма „Професионално училище по обществено хранене“. Три години по-късно е преобразувано в е обявено за „Техникум по обществено хранене и хотелиерство“. През учебната 1960/61 г. е организирана е първата кулинарна изложба с експонати, изработени от учениците и в училището отваря врати училищна библиотека.
От 1963 г. училището носи името на бележития българин, големия учен химик проф. д-р Асен Златаров. От 1965 г. то е наречено Техникум по обществено хранене „Проф. д-р Асен Златаров“. През 1972 г. училището е преместенов в сградата на бившия текстилен техникум, намираща се на бул. „Руски“ №18.
През учебната 1974/75 г. по повод 25-годишния юбилей техникумът е награден с орден „Кирил и Методий“ III степен. Училището установява връзки с техникума по търговия в град Кишинев. През следващите две години се разширява производствената база и до сградата на техникума се открива павилион за закуски, обслужван от ученици от специалност „Търговия“. През ученмата 1980/81 г. е открит нов физкултурен салон.
През 1980-те техникумът става постоянна учебна база на ПУ „П. Хилендарски“ и към него се разкрива учебно-производствен комплекс. Издават се учебници „Сервиране“ и „Технология“, със съавтори - учители в техникума, а по-късно е обзаведена и компютърна зала. В базата е открит и сладкарски цех.
От 1991/92 г. е осъществен прием на ученици след завършване на 7 клас в две паралелки с чуждоезиково обучение – английски и немски език. През 1997 г. и следващите години в сътветствие със Закона за народната просвета и Закона за професионалното образование се разкриват редица нови специалности.
След реституция на сградата на техникума през периода в края на октомври и началото на ноемврив 2001 г. училището се премества в сградата на СПТУ по сградостроителство „П. Пенев“ на ул. „Богомил“ №73. През 2000 г. училището се преобразувано в Техникум по хранене и туризъм, а през 2003 г. в Професионална гимназия по туризъм „Проф. д-р Асен Златаров“.

## Известни възпитаници
- епископ Румен Станев